# الرتبة (تموراس)
الرتبة هو دُوَّار يقع بجماعة الزريزر، إقليم تاونات، جهة فاس مكناس في المملكة المغربية. ينتمي الدوّار لمشيخة تموراس التي تضم 6 دواوير. يقدر عدد سكانه بـ 759 نسمة حسب الإحصاء الرسمي للسكان والسكنى لسنة 2004.

## روابط خارجية
- البوابة الوطنية للجماعات الترابية
- المندوبية السامية للتخطيط